# Acace le Jeune
Pour les articles homonymes, voir Acace.
Acace le Jeune est un saint chrétien né entre 308 et 311 à Milet, en Carie, et mort en 318 ou 321. 
Il est fêté le 28 juillet.

## Biographie
Jeune chrétien durant la persécution de l'empereur d'Orient, Licinius, il fut arrêté. Après diverses tortures pendant la question, il a été jeté vivant dans une fournaise. Ayant survécu indemne aux flammes selon son hagiographie, il fut décapité à Milet, dans l'Ionie.